# ديماش كوداي بيرجن
ديماش كوداي بيرجن واسمه الكامل دين محمد كاناتولي كوداي بيرجن (24 مايو 1994 -) هو مطرب وكاتب أغاني وملحن وموسيقار وعازف الات ومنتج موسيقي كازاخستاني، ترعرع وسط عائلة فنية حيث كان جده عازف ألة دونغ بو لا وجدته مغنية، فيما كان والده «كانات كوداي بيرجن يولي أيتباييف» ووالدته «سفيتلانا أيتباييفا» مطربي أوبرا. اشتهر بيرجن بامتلاكه لمجموعة حبال صوتية واسعة مكونة من ستة أوكتافات.
بدأ ديماش مسيرته الفنية عام 2010 بحصده المراكز الأولى في العديد من المسابقات المحلية والدولية (منها مسابقة الأصوات الرنانة في بايكونور، مسابقة Zhas Kanat، مسابقة البازار الشرقي في أوكرانيا سنة 2012، مسابقة ماكين آسيا في قيرغيزستان سنة 2013) قبل أن يكتسب شعبية جارفة في بلاده ودول ما بعد الاتحاد السوفيتي بعد فوزه بالجائزة الكبرى في مهرجان سلافيانسكي الدولي المقام في مدينة فيتيبسك في روسيا البيضاء أمام عدة مطربين دوليين وهو لا يتجاوز 21 ربيعا. تسلق بعدها سلم الشهرة العالمية بعد مشاركته في الموسم الخامس من البرنامج الصيني المغني 2017 أمام أقوى المطربين المخضرمين على الساحة الفنية الأسيوية، ليترك أداءه وصوته النادر في الجولة الأولى انطباعًا قويًا لدى الجمهور وعلى منصات التواصل الاجتماعية. استطاع من خلالها احتلال المركز الثاني في مجمل المسابقة وتكوين قاعدة شعبية واسعة في البلاد بأكثر من 3 ملايين معجب على موقع التواصل الصيني ويبو عام 2017.
راكم سجل ديماش أداءه لعدة أغاني صعبة في طبقات الموسيقى وبالعديد من اللغات الأجنبية بلغت اثنتي عشرة لغة مختلفةِ، منها لغته الأم القازاقية، ولغته الثانية الروسية، ثم الماندراين الصينية، الإنجليزية، الفرنسية، الأوكرانية، الإيطالية، التركية، الصربية، القيرغيزية، الألمانية والإسبانية. حيث صرح في مناسبات عديدة بأنه كمطرب يهدف إلى تقديم كازاخستان إلى العالم.
تمكن ديماش في سنوات قصيرة من الفوز بالعديد من التكريمات والجوائز المحلية والدولية في كازاخستان والصين وروسيا وأوكرانيا أبرزها مغني السنة، أفضل مغني بوب، جائزة المغني الأكثر شعبية في أسيا، الفنان الدولي الأكثر شعبية في الصين، أفضل مطرب دولي. في عامي 2017 و2018 و2019 على التوالي، فاز ديماش بلقب «أكثر 100 وجه وسيم» من قبل النقاد المستقلين الدوليين. وتي سي سي أسيا كما يعتبر عارضا ووجها إعلاميا للعديد من الماركات والمجلات العالمية.
في عام 2019، وشح ديماش بوسام رئيس جمهورية كازاخستان الفخري كثروة وطنية للبلاد.

## حياته

### طفولته
ولد محمد الدين كاناتولي كوداي بيرجن («ديماش») في 24 مايو 1994 في مدينة أكتوبي، وسط عائلة فنية كازاخستانية موسيقية حيث كان والده كانات كوداي بيرجن يولي أيتباييف مطربا ورئيسا لمجلس التنمية الثقافي الإقليمي في أكتوبي. بينما كانت والدته سفيتلانا أيتباييفا مغنية سوبرانو في جمعية أكتوبي الفيلهارمونية، وعضوة اللجنة الدائمة المعنية بالتنمية الاجتماعية والثقافية (نائبة برلمان منطقة أكتوبي) والمديرة الفنية لاستوديو الأطفال ساز في المدينة. فيما تربى ديماش من قبل أجداده بحسب العرف الكازاخستاني التقليدي.

### الدراسة

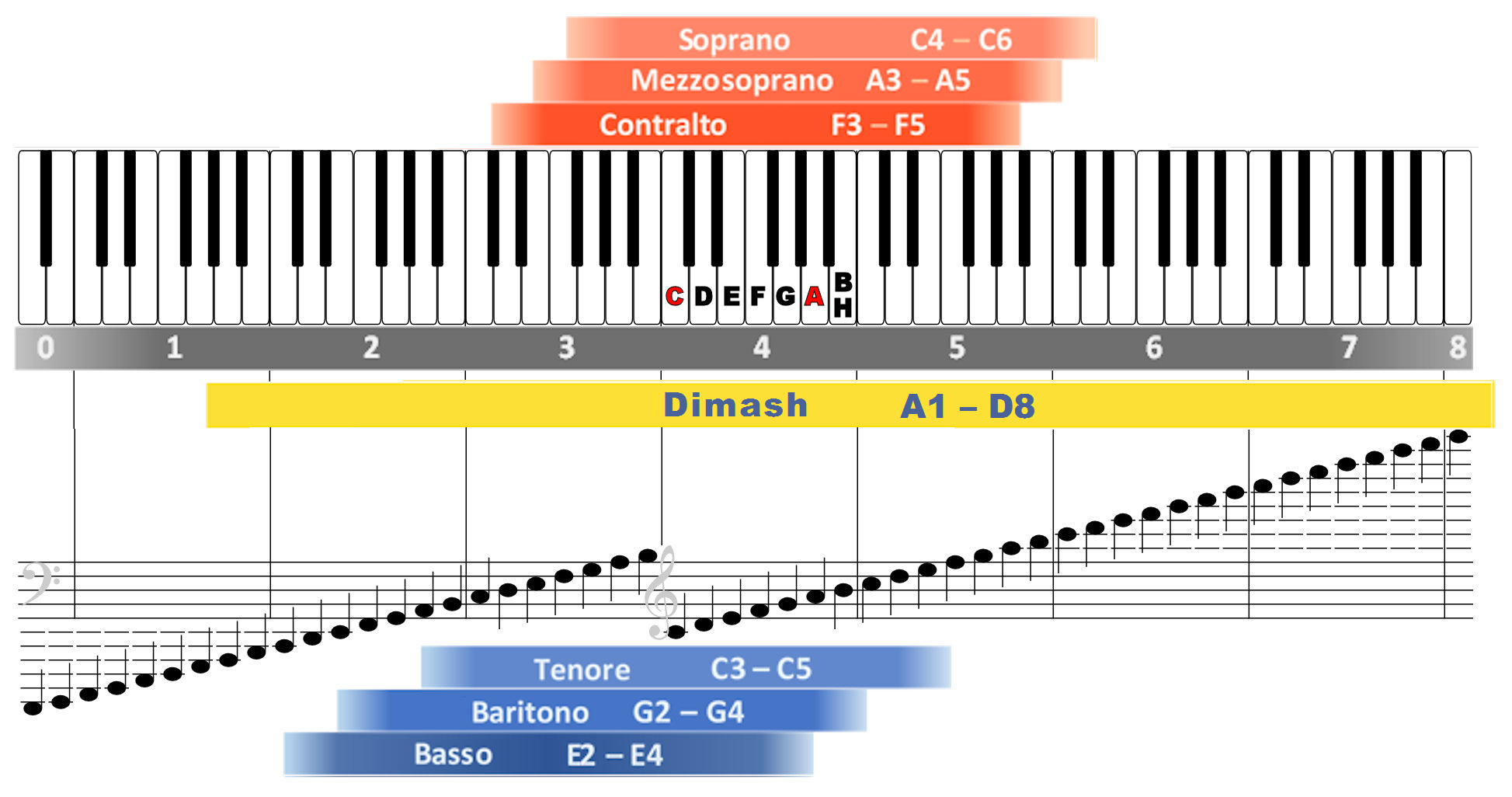
طبقات ديماش الصوتية إلى غاية عام 2019

بدأ كوداي بيرجن الطرب والغناء ولعب البيانو في سن مبكرة. فكان ظهوره الأول على المسرح بصفته مؤديا، في سن الثانية بدور ثانوي في إنتاج مسرحي محلي. اهتم بعدها في منزله بتعلم العزف على الأدوات الموسيقية، فلاحظ والديه أن لديه خامة خاصة. وفي سن الخامسة، بدأ في أخذ دروس العزف على البيانو والتدريب الصوتي في استوديو الأطفال في كلية الموسيقى المحلية أحمد جوبانوف للموسيقى في أكتوبي. وغنى لأول مرة على خشبة المسرح في نفس السنة. التحق في وقت لاحق بصالة الرياضة رقم 32 في مدينته. في عام 2000، وهو لا يتجاوز ست سنوات فاز في مسابقة البيانو الوطنية Aynalayin.
في عام 2009، أكمل ديماش دراسته الموسيقية بدرجة الماجستير في معهد برودواي للموسيقي. وفي عام 2014، تخرج من قسم الموسيقى في صنف الموسيقى الكلاسيكية من «جامعة جوبانوف» في أكتوبي ثم بدأ دراسته في الموسيقى المعاصرة (موسيقى الجاز، موسيقى البوب) في جامعة كازاخستان الوطنية للفنون في أستانا حيث تخرج في 27 يونيو 2018 بدرجة رائد في الصوت. وحاليًا يحضر درجة الماجستير في التأليف الموسيقي مع الجامعة.
يتحدث ديماش كوداي بيرجن اللغة القازاقية والروسية، ويدرس اللغة الإنجليزية واللغة الماندرينية الصينية.

### حياته الخاصة
ينتمي ديماش إلى عائلة كازاخستانية مسلمة. بالرغم من تصريحه بأنه عازب حاليا إلا أنه وبحسب مواقع صينية ربطت ديماش علاقة عاطفية مع زميلة له بالمعهد العالي للموسيقى، يطلق ديماش على مجموعة معجبيه اسم "(Dears)"

## مشواره الفني

### البدايات
شارك ديماش في العديد من مسابقات الغناء في الفترة من 2010 إلى 2013، حيث فاز بأربع مسابقات كبرى في كازاخستان وهي (مسابقة الأصوات الرنانة في بايكونور وZhas Kanat سنة 2010، مسابقة البازار الشرقي في أوكرانيا سنة 2012 ثم مسابقة ماكين آسيا في قيرغيزستان سنة 2013).
في عام 2013، لبى ديماش دعوة للغناء كمطرب ضيف في حفل مهرجان الموسيقى الشفهي التركي الدولي في دنيزلي في تركيا ثم واصل الأداء في الحفلات العامة من بينها إحياء حفل بمناسبة يوم المعلم العالمي. بالموازاة مع ذلك أصدر ديماش لحنين من تأليفه لإثنين من أغانيه الناجحة فيما بعد وهما «كوركيم» (بالقازاقية: Көркемім) من تأليف والده وأغنية «يوم لا ينسى» ("Unforgettable Day") المستندة إلى قصيدة الشاعر أورال بايسنجر.
في 30 ديسمبر 2014، مُنح ديماش جائزة الدولة دارين للشباب (State Youth Prize Daryn).

### المسابقات والعروض الدولية
بعد تخرجه الموسيقي، أحيا ديماش حفلات في مختلف البلدان الأوروبية والآسيوية. وفي عام 2015، جرت دعوته من قبل أحد المنظمين القاطنين في كازاخستان إلى مدينة فيتبسك في روسيا البيضاء للمشاركة في مهرجان سلافيانسكي الدولي، وهي مسابقة دولية سنوية للمطربين البارزين. وعلى مدار ثلاثة أيام من المسابقة، كان كوداي بيرجن المرشح المفضل بعد أن أثار إعجاب لجنة التحكيم والجمهور. وهو ما خول له الفوز بالجائزة الكبرى برصيد 175 من أصل 180 في 13 يوليو 2015. حيث لقيت خامة صوته الفريدة وطبقات صوته النادرة في أداء مقاطع صعبة سواء للأغنية الفلكلورية الشعبية الكازاخستانية «دايديدو» أو أغنية "Blizzard Again" للمغنية الروسية آلا بوجاتشيفا أو أغنية «استغاثة من أرضي في محنة» للمغني الفرنسي الراحل دانييل بالافوين ترحيبا وتنويها من قبل لجنة التحكيم ووسائل الإعلام.
بعد هذا الحدث، صرح كوداي بيرجن أن الفوز بمهرجان سلافيانسكي كان شرفًا كبيرًا مؤكدا على أهمية دعم المطربين الشباب، مضيفا أنه بدون دعم لا يوجد الكثير الذي يمكن القيام به بالموهبة وحدها. بعد فوزه، ظهر ديماش بانتظام في البرامج التلفزيونية المحلية والمناسبات العامة من بينها أدائه في مهرجانات دولية منها (المهرجان الدولي للفنانين الشباب «ماكين آسيا 2015» ومعرض إكسبو 2015 في ميلانو في إيطاليا رفقة مغنين مرموقين آخرين من كازاخستان في المعرض المسرحي المنجليق El المكرس للاحتفال بالذكرى 550 لتأسيس دولة خانات الكازاخ ثم مهرجان أوراسيا السينمائي الدولي عام 2015 في ألماتي. أصدر ديماش بعدها أغنيته «يوم لا ينسى» في غشت 2015، وأعقبها بحفله في أوبرا أستانا أمام الرئيس الصيني شي جين بينغ خلال زيارة له لدولة لكازاخستان.
في أكتوبر 2015، تم اختيار ديماش لتمثيل كازاخستان في مهرجان ABU TV Song لعام 2015، في إسطنبول التركية كموهبة موسيقية رفيعة المستوى، مشاركا المسرح مع فنانين موسيقيين مشهورين من الدول الآسيوية. أدى ديماش خلالها مقطوعة الفلكلور الشعبي الكازاخستاني «دايديدو» التي لقيت إشادة طيبة. في نوفمبر، أدى ديماش الحفل الختامي لمهرجان مدينة ماري عاصمة الثقافة والفنون في العالم التركي، في تركمانستان.
في 28 ديسمبر 2015، حصد ديماش «جائزة مغني العام» في كازاخستان خلال حفل توزيع جوائز شخصية العام المختارة من قبل الجمهور عن طريق التصويت.

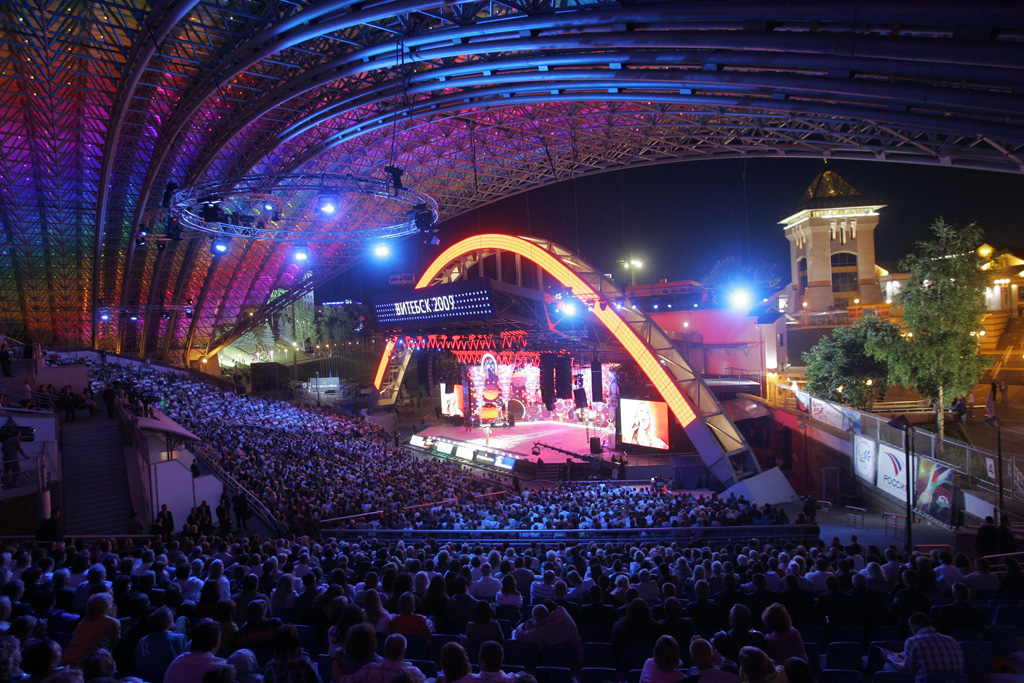
حفل افتتاح مهرجان سلافيانسكي الدولي

في 1 يناير 2016، أصدر ديماش أسطوانته المطولة الأولى (EP) والنسخة الكازاخستانية للأغنية الروسية "Opyat Metel". في 22 يناير، فاز ديماش بجائزة «فنان البوب» خلال حفل توزيع جوائز الشخصية المفضلة لعام 2016. بالموازاة مع ذلك، أعقب ذلك بظهوره في العديد من البرامج التلفزيونية وهو يؤدي دويتو مع مغنية الأوبرالية الشهيرة ميرا محمدكيزي، لأغنيتهما المشتركة "My Swan" والتي سجلاها في 9 ديسمبر 2015. في فبراير 2016، تم اختيار أغنية الفلكلور الكازاخستاني «دايديدو» لكارافان الموسقى وهي رحلة موسيقية عالمية مدتها 80 دقيقة تبثها محطات الراديو في جميع أنحاء العالم. في نفس الشهر، قدم ديماش ولأول مرة خلال حفل موسيقي أغنيته الكازاخستانية الجديدة "Tugan Zher" (الكازاخستانية: Homуған жер؛ My Homeland) للملحن وعرابه لوبكان زولاسوف. وخلال حفل يوم المرأة في مدينة نور سلطان (أستانا سابقا) غنى ديماش رفقة والديه، كما شارك في حفل خيري في المدينة تحت عنوان 100 جد وجدة.
في 8 مارس 2016، دعي ديماش باعتباره الفائز السابق في مسابقة مهرجان سلافيانسكي الدولي للمشاركة برفقة مغنين روسيين بارزين في الحفل المخصص لليوم العالمي للمرأة بقصر الكرملين في موسكو تحت عنوان كل النجوم لبلدي الحبيب. في 26 مارس، قدم نسخته الخاصة عن أغنية "Karagim Ay". أعقبها في مارس وأبريل بجولة مع أوركسترا جامعة كازاخستان للفنون السيمفونية في فيينا والنمسا وماريبور وسلوفينيا وبلغراد وصربيا. حيث أدى أغنية «استغاثة من أرضي في محنة».
في أبريل 2016، بدأ ديماش جولته الرئيسية الأولى تحت اسم (Unforgettable Day) على اسم أغنيته الخاصة واستمرت الحفلات التي رافقه والديه كضيوف للغناء معه إلى غاية ديسمبر 2016، أقام خلالها 25 حفلًا موسيقيًا في 25 منطقة في كازاخستان، احتفال بالذكرى 25 لاستقلال كازاخستان بالإضافة إلى حفلتين موسيقيتين في كازان وأوفا في روسيا. تألفت قائمة أغانيه خلال الجولات مجموعة واسعة من الأغاني المحلية الكازاخستانية والأجنبية، بما في ذلك الأغنية الفرنسية «استغاثة من أرضي في محنة» واللحن الأوبرالي «ديفا دانس» (من فيلم العنصر الخامس)، وأغنية المغنية البلجيكية الكندية لارا فابيان «أداجيو» والأغنيتين الروسيتين "Opyat Metel" و "Belovezhskaya Puscha" والأغنية الأوكرانية «أنا فقط أحبك» (я люблю тільки тебе) والأغاني الكازاخستانية "Karatorgay"،"Karagim Ay"،"Kirmeshi Zhiyi Tusime"،"Kinalama" كما تضمنت قائمته مجموعة من أغانيه الخاصة مثل «يوم لا ينسى» Unforgettable Day، وأغانيه الكازاخستانية "Korkemim" و "Tugan Zher" والأغنية الشعبية الفلكلورية الكازاخستانية «دايديدو».
خلال هذه الأثناء، واصل ديماش الظهور كمطرب ضيف في العديد من المناسبات بما في ذلك غناءه في حفل موسيقي في دولة قيرغيزستان وأيضا مسابقة "Zhas Khanat" عام 2016. في يوليو من نفس السنة، وخلال حفل موسيقي حضره رئيس كازاخستان بمناسبة «يوم أستانا» أدى ديماش لحن أغنية «ديفا دانس». كما لبى دعوة الغناء في حفل اختتام مهرجان سلافيانسكي الدولي في روسيا البيضاء، حيث أدى أغنية "Belovezhskaya Pushcha" مع المغنية ناجيما إسكاليفا، وتم تشريفه برفع علم المهرجان. وعلى مدار الأشهر الموالية، شارك ديماش كحكم في برنامج «بالا داويزي 2016» («صوت الأطفال 2016»)، خلال الجولات التأهيلية في أوبليس كوستناي في كازاخستان. في نفس السنة، شارك في أغنية الراب «أنا كازاخستاني» مع يربولات وألشولي. والتي قاما بتأديتها معًا في سبتمبر خلال حفل مدينة ألماتي بمناسبة ذكرى «عيد ميلادها الألف». في نفس الشهر، قام بأداء أغنية الفلكلور الشعبي الكازاخستاني «دايديدو» في قصر الكرملين في موسكو بروسيا كجزء من الحفلة الموسيقية «أستانا - قلب أوراسيا». في أكتوبر 2016، غنى ديماش في حدث لليونسكو في العاصمة الفرنسية باريس. في نوفمبر، غنى في حفل موسيقي في مهرجان الثقافة التركية في سول بكوريا الجنوبية، حيث أقام حفلاً لرؤساء كوريا الجنوبية وكازاخستان وتركيا وقيرغيزستان وأذربيجان وتركمانستان. في نفس الشهر، مثل ديماش بلاده في روسيا إلى جانب المطربة الأوبرالية سونديت بايجوزين، كمطربين ضيفين في مسابقة بيغ أوبرا 2016 تي في.
في نوفمبر 2016، عرض مدير مسرح أوبرا أستانا «طولوبيك ألبييف» على ديماش العمل كمطرب في الأوبرا، مشيرًا إلى أنه كان يتمتع بصوت نادر وأنهم سيكونون سعداء بالعمل معه. كما حاول رئيس جامعة كازاخستان الوطنية للفنون «أيمن موساخاجاييفا» إقناعه بقبول العرض واختيار مهنة له في الأوبرا. لكن ديماش اختار ممارسة مهنة الموسيقى المعاصرة وتجريب مجموعته الصوتية في موسيقى البوب.
في نهاية عام 2016، حصل ديماش على منحة الدولة من قبل رئيس كازاخستان للريادة في مجال الثقافة.

### الصين والشهرة العالمية

#### برنامج المغني
في أواخر عام 2016، شارك كوداي بيرجن في الموسم الخامس لبرنامج أنا مغني الخاص بالمحترفين الذي يبث أسبوعيا من 21 يناير إلى 22 أبريل 2017 على قناة هونان تي في الصينية بناءً على توصية المخرج والمنتج هونغ تاو الي دعاه قبل العرض الأول، إلى عاصمة خونان الصينية تشانغشا لاختباره، فأعجب بصوته وموسيقاه وإمكانياته الهائلة في أن يصبح نجماً. ليوقع ديماش عقدًا مع شركة «بلاك غولد تالنت» في بكين ويصبح واحدا من ضمن ثمانية مغنيين المشاركين في الجولة الأولى من الموسم.
خلال البرنامج وعن سن 22 عاما كان ديماش أصغر مشارك في تاريخ العرض وأول وأصغر مشارك أجنبي في البرنامج الذي شهد منافسة ضد أقدم وأكثر المطربين الصينيين احترافا ومبيعًا حيث كان المنافس «الجوكر». تزامنا مع ذلك، صرحت والداته في وقت لاحق أنه يأمل في الوصول إلى المرحلة الوسطى على الأقل من المنافسة.
أدى ديماش طول فترة المسابقة العديد من الأغاني الأجنبية الصعبة في سلم أوكتافات الموسيقى، رغم عدم معرفته باللغة التي يؤديها والتي شملت (الفرنسية والماندراينية الصينية والإنجليزية والإيطالية) بالإضافة إلى لغته الأم القازاقية والروسية اللذان يتقنهما، استطاع ديماش احتلال المرتبة الأولى في الحلقات 1 و 2 و 6 على التوالي بأدائه لأغاني «استغاثة من أرضي في محنة"» و «أوبرا 2» و «أداجيو». مما مكنه الوصول إلى النهائيات وحصد المركز الثاني كوصيف أول بعد فائزة هونغ كونغ المطربة ساندي لام.
بفضل صغر سنه وطريقة أداءه الفريدة وصوته القوي والتوزيع المميز بالإضافة لوسامته وطوله الفارع، استطاع ديماش كسب لقب المطرب الأجنبي الأكثر شعبية وإثارة في الصين بأكثر من 3 ملايين متابع على منصة التواصل الاجتماعي الصينية سينا ويبو عام 2017، وهي المنصة التي حصد من خلالها منذ التحاقه بالبرنامج إلى نهايته عام 2017 أكثر من 300 مشاهد، ليلقبه مشجعوه الصينيين «بجينكو جيجي» (أي «الأخ الأكبر المستورد»).

#### آراء
- صرح منتج برنامج المغني هونغ تاو أن ديماش يرفع سقف المنافسة في البرنامج خلال كل أغنية له.[94]
- قال المغني التايواني تيري لين والمشارك في البرنامج أن ديماش وخلال تأديته لأغنية أداجيو للمغنية لارا فابيان خلال الحلقة السادسة قد برهن بأنه يمتلك أليات نادرة في التحكم بتنفسه.[95][96]
- قال مغني مجموعة ليون التايوانية جام هسياو المشاركة في البرنامج بالإضافة للمغنية تان جيانغ أن الغناء بعد وصلة ديماش يعد أمرا صعبا للغاية.[95][97][98] فيما عبر العديد من المشاركين عن اعجابهم وانبهارهم بصوته مقارنة بسنه من ضمنهم الممثل جاكي شان والمغنية الصينية هان هونج[99]

#### أغانيه بالبرنامج
| المغني 2017 - ترتيب ديماش كوداي بيرجن | المغني 2017 - ترتيب ديماش كوداي بيرجن | المغني 2017 - ترتيب ديماش كوداي بيرجن | المغني 2017 - ترتيب ديماش كوداي بيرجن                                | المغني 2017 - ترتيب ديماش كوداي بيرجن                | المغني 2017 - ترتيب ديماش كوداي بيرجن | المغني 2017 - ترتيب ديماش كوداي بيرجن | المغني 2017 - ترتيب ديماش كوداي بيرجن | المغني 2017 - ترتيب ديماش كوداي بيرجن |
| الحلقة                                | الجولة                                | تاريخ البث                            | عنوان الأغنية                                                        | المغني الأصلي                                        | الأغنية المقدمة | المرتبة                               | نسبة الأصوات                          | الملاحظات |
| ------------------------------------- | ------------------------------------- | ------------------------------------- | -------------------------------------------------------------------- | ---------------------------------------------------- | --- | ------------------------------------- | ------------------------------------- | --- |
| 1                                     | مرحلة التصفيات 1                      | 21 يناير 2017                         | "استغاثة من أرضي في محنة" ((بالفرنسية: SOS d'un terrien en détresse) | دانييل بالافوان                                      | كلمات: لوك بلاموندون ألحان: ميشيل بيرغر منظم الموسيقى: كوبير ليونغ                                                                        | 1                                     | 27.0                                  | المركز الأول في الترتيب العام |
| 2                                     | خروج المغلوب الجولة 1                 | 28 يناير 2017                         | "opera 2" (الروسية: Опера 2) أوبرا 2                                 | فيتاس                                                | كلمات: فيتاس، في. يوروفسكي ألحان: فيتاس منظم الموسيقى: دا ريدان                                                                           | 1                                     | 24.36%                                | المركز الأول في الترتيب العام |
| 3                                     | جولة التحدي 1                         | 4 فبراير 2017                         | "The Show Must Go On" العرض يجب أن يستمر                             | فرقة كوين                                            | كلمات: برايان ماي ألحان: فرقة كوين منظم الموسيقى: إرلان بكشورين                                                                           | 3                                     | 14.82%                                | — |
| 4                                     | خروج المغلوب الجولة 2                 | 11 فبراير 2017                        | "Late Autumn" ((بالصينية: 秋意浓) أواخر الخريف                       | جاكي شونغ                                            | كلمات: داريل ياو ألحان: كوجي تاماكي منظم الموسيقى: سمال ارماخانوف                                                                         | 3                                     | 15.56%                                | المركز الثاني في الترتيب العام |
| 5                                     | جولة التحدي 2                         | 18 فبراير 2017                        | "Uptown Funk" أبتاون فانك                                            | مارك رونسون، برونو مارس                              | كلمات／ألحان: ديفون كريستوفر غالاسبى، مارك رونسون، برونو مارس، نيكولاس ويليامز، فيليب مارتن لورنس الثاني، جيف باسكر ／ منظم الموسيقى: كيد | 6                                     | 11.64%                                | — |
| 6                                     | خروج المغلوب الجولة 3                 | 25 فبراير 2017                        | "أداجيو"                                                             | لارا فابيان                                          | تأليف／ألحان: ريمو جيازوتو، ريك أليسون، لارا فابيان، ديف بيكيل منظم الموسيقى: إرلان بكشورين                                               | 1                                     | 23.88%                                | المركز الثاني في الترتيب العام |
| 7                                     | جولة التصفيات 3                       | 4 مارس 2017                           | "دايديدو" (بالقازاقية: Дайдидау)                                     | فلكلور شعبي كازاخستاني                               | تأليف: ماغزان زوماباييف ألحان: فلكلور شعبي منظم الموسيقى: إرلان بكورين، بكيتك زينيلوف                                                     | 3                                     | 17.30%                                | — |
| 8                                     | خروج المغلوب الجولة 4                 | 11 مارس 2017                          | "Daybreak" ((بالصينية: 天亮了)                                       | هان هونج                                             | كلمات／ألحان: هان هونج منظم الموسيقى: إرلان بكورين                                                                                        | 5                                     | 9.79%                                 | المركز الخامس في الترتيب العام |
| 9                                     | جولة التحدي 4                         | 18 مارس 2017                          | "All by Myself" كل شيء بنفسي                                         | اريك كارمن                                           | كلمات: اريك كارمن ألحان: اريك كارمن وسيرجي رخمانينوف منظم الموسيقى: إرلان بكورين                                                          | 2                                     | 17.63%                                | — |
| 10                                    | خروج المغلوب الجولة 5                 | 25 مارس 2017                          | "Unforgettable Day" (بالقازاقية: Ұмытылмас күн) يوم لا ينسى          | ديماش كوداي بيرجن                                    | كلمات: أورال بايسنجر (كازاخستاني) ألحان: ديماش كوداي بيرجن منظم الموسيقى: إرلان بكورين                                                    | 3                                     | 16.71%                                | المركز الأول في الترتيب العام |
| 10                                    | خروج المغلوب الجولة 5                 | 25 مارس 2017                          | "Unforgettable Day" (بالقازاقية: Ұмытылмас күн) يوم لا ينسى          | ديماش كوداي بيرجن                                    | كلمات: كيشا تباراكيزي (ماندراين) ألحان: ديماش كوداي بيرجن منظم الموسيقى: إرلان بكورين                                                     | 3                                     | 16.71%                                | المركز الأول في الترتيب العام |
| 11                                    | معفى                                  | 1 أبريل 2017                          | (معفى لكونه مغني الدور الأول )                                       | (معفى لكونه مغني الدور الأول )                       | (معفى لكونه مغني الدور الأول ) | (معفى لكونه مغني الدور الأول )        | (معفى لكونه مغني الدور الأول )        | (معفى لكونه مغني الدور الأول ) |
| 12                                    | نصف النهائي                           | 8 أبريل 2017                          | "كونفيسا"                                                            | أدريانو تشيلنتانو                                    | كلمات: موغول (الإيطالية) ألحان: جياني بيلا منظم الموسيقى: إرلان بكورين                                                                    | 2                                     | 19.35%                                | — |
| 12                                    | نصف النهائي                           | 8 أبريل 2017                          | "كونفيسا"                                                            | أدريانو تشيلنتانو                                    | كلمات: تانغ تيان (ماندراين) ألحان: جياني بيلا منظم الموسيقى: إرلان بكورين                                                                 | 2                                     | 19.35%                                | — |
| 12                                    | نصف النهائي                           | 8 أبريل 2017                          | "The Diva Dance"                                                     | إنفا مولا                                            | ألحان: إريك سيرا منظم الموسيقى: إرلان بكورين                                                                                              | 2                                     | 19.35%                                | — |
| 13                                    | النهائي                               | 15 أبريل 2017                         | "A Tribute to MJ" medley أغاني تكريمية لمايكل جاكسون                 | "A Tribute to MJ" medley أغاني تكريمية لمايكل جاكسون | منظم الموسيقى: إرلان بكورين، تشن دي | 2                                     | 17.59%                                | مغني الخلفية المغنية شانغ ون جيه المركز الثاني في الترتيب العام للنصف النهائي والنهائي (وصيف "برنامج المغني 2017") نسبة التصويتات الإجمالية هي %18.47 |
| 13                                    | النهائي                               | 15 أبريل 2017                         | "The Way You Make Me Feel" (الطريقة التي تجعلني أشعر بها)            | مايكل جاكسون                                         | كلمات／ألحان: مايكل جاكسون | 2                                     | 17.59%                                | مغني الخلفية المغنية شانغ ون جيه المركز الثاني في الترتيب العام للنصف النهائي والنهائي (وصيف "برنامج المغني 2017") نسبة التصويتات الإجمالية هي %18.47 |
| 13                                    | النهائي                               | 15 أبريل 2017                         | "بيلي جين"                                                           | مايكل جاكسون                                         | كلمات／ألحان: مايكل جاكسون | 2                                     | 17.59%                                | مغني الخلفية المغنية شانغ ون جيه المركز الثاني في الترتيب العام للنصف النهائي والنهائي (وصيف "برنامج المغني 2017") نسبة التصويتات الإجمالية هي %18.47 |
| 13                                    | النهائي                               | 15 أبريل 2017                         | "دينجرس"                                                             | مايكل جاكسون                                         | كلمات／ألحان: مايكل جاكسون بيل بوترل تيدي رايلي                                                                                           | 2                                     | 17.59%                                | مغني الخلفية المغنية شانغ ون جيه المركز الثاني في الترتيب العام للنصف النهائي والنهائي (وصيف "برنامج المغني 2017") نسبة التصويتات الإجمالية هي %18.47 |
| 13                                    | النهائي                               | 15 أبريل 2017                         | "أغنية الأرض"                                                        | مايكل جاكسون                                         | كلمات／ألحان: مايكل جاكسون | 2                                     | 17.59%                                | مغني الخلفية المغنية شانغ ون جيه المركز الثاني في الترتيب العام للنصف النهائي والنهائي (وصيف "برنامج المغني 2017") نسبة التصويتات الإجمالية هي %18.47 |
| 14                                    | حفل بينالي 2017                       | 22 أبريل 2017                         | "Give Me Love" ((بالقازاقية: Маxаббат Бер Маған) أعطني الحب          | ديماش كوداي بيرجن                                    | كلمات: منيدار بالمولدا ألحان: آيغول باجانوفا منظم الموسيقى: إرلان بكورين                                                                  | —                                     | —                                     | — |

- تم تسجيل الحلقة الأولى من برنامج المغني 2017 في 10 يناير 2017 ثم بثها على هونان تي في في 21 يناير 2017. أدى خلالها الأغنية الفرنسية استغاثة من أرضي في محنة محتلا المركز الأول في الترتيب العام. لاقى أداءه نجاحا ساحقا جعل اسمه متداولا على الفور في جميع وسائل التواصل الاجتماعي ووسائل الإعلام. كما تصدر نجاحه العناوين الرئيسية للصحف في كازاخستان. بالإضافة إلى وسائل الإعلام الفرنسية حيث أجرت قناة سي 8 التلفزيونية مقابلة مع كلير بالافوين، شقيقة الراحل دانييل بالافوين المغني الأصلي للأغنية. والتي صرحت قائلة لقد تأثرت بموسيقى كوداي بيرجن المشابهة لأخي وإحساسه الصادق فيها. في برنامج تلفزيوني فرنسي منفصل، تمت مناقشة «أصداء العالم - الصين في عصر تلفزيون الواقع»، وكيف استطاع المغني الكازاخستاني من صعود قمة الشهرة في الصين، بعد أداء أغنية فرنسية.
- في الحلقة الثانية احتل ديماش المركز الأول بعد أداءه أغنية «أوبرا 2» للمغني فيتاس،[100] إلا أن أداءه للأغنية مرة أخرى خلال مهرجان الربيع الصيني العالمي غالا أدى بالمغني الأصلي فيتاس إلى إرسال خطاب في 31 يناير 2017 عبر محاميه تم نشره فيما بعد على موقع شركة الفنان في الحساب الصيني (سينا ويبو) يمنع بموجبه ديماش من أداء أي أغنية له خلال أي عرض أو حفل دون إذن مسبق من صاحب الأغنية الأصلي. وتعتبر أغنية «أوبرا 2» أغنية من تأليف فيتاس عندما كان عمره 18 عامًا وهي أيضًا الأغنية الأولى له التي أداها في الكرملين عندما كان عمره 19 عامًا.[111]
- إبان الحلقة الثالثة من البرنامج الصيني احتل ديماش المركز الثالث بعد أداءه أغنية «العرض يجب أن يستمر» لفرقة كوين.[101] وسرعان ما أبلغت وسائل الإعلام الكازاخستانية الجمهور بأخبار مواطنها بعد تسارع شعبيته، فيما لقبته قناة هونان تي في بجسر التعاون الثقافي الكازاخستاني الصيني.[112]
- بين تسجيل الحلقات الثالثة والرابعة، سافر ديماش في 29 يناير إلى ألماتي بكازاخستان لحضور حفل افتتاح الجامعات الشتوية لعام 2017، حيث أدى أغنية "A Question of Honor" للمطربة سارة برايتمان مع زارينا ألتيباييفا. في الحلقة الرابعة قام بأداء أغنيته الصينية الأولى «أواخر الخريف» (الصينية: 秋意 浓) والتي احتل بها المركز الثالث في الترتيب العام.[102] وخلال بث الحلقة تم عرض لقاءه مع بطل طفولته الممثل جاكي شان.[113][114]

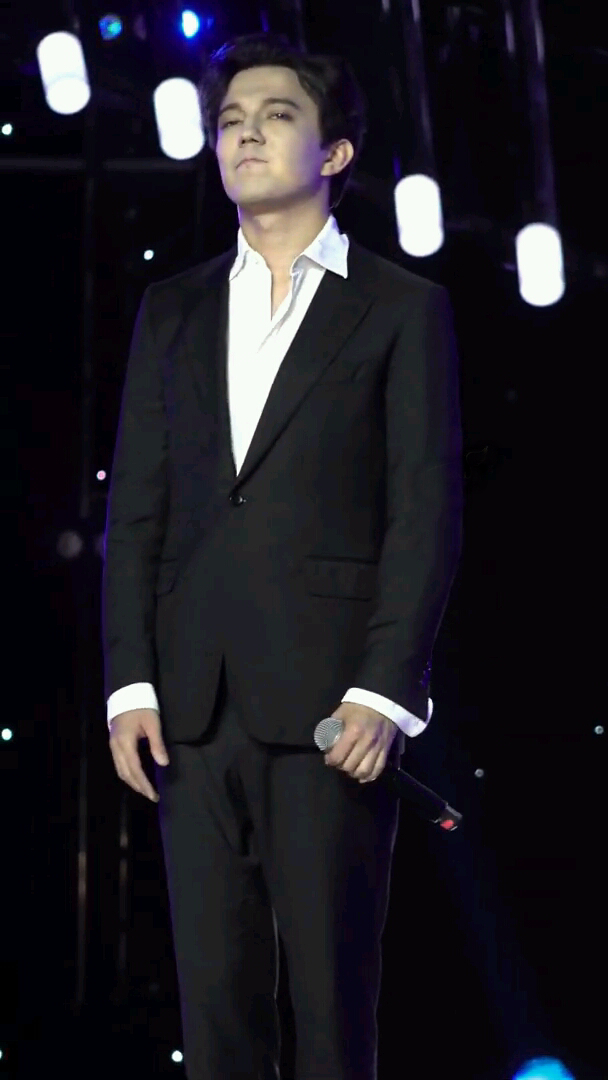
ديماش خلال مشاركته في مسابقة المغني لعام 2017 في الصين بأغنية Autumn Strong.

- تراجع ديماش إلى المركز السادس بعد تغييره للونه الغنائي بأداء أغنية أبتاون فانك للمغني الأمريكي برونو مارس لكن سرعان ما عاد للمركز الأول بعد أداءه في الحلقة السادسة من البرنامج للنسخة الإنجليزية من أغنية «أداجيو» للمطربة لارا فابيان.[104] أعجبت لارا فابيان بأدائه حيث هنأته على صفحتها الرسمية على فايسبوك.[115]
- خلال الحلقة السابعة، قرر ديماش أداء الأغنية الشعبية الكازاخستانية الفلكلورية «دايديدو».[105] حيث صرحت والدته خلال مقابلة صحفية أنه كان حلم طفولته أداء أغنية كازاخستانية تقليدية في مسابقة عالمية.[116] سافر ديماش إلى مدينة أستانا لتجنيد زملائه من جامعة كازاخستان الوطنية للفنون لمرافقته خلال أداءه العزف على الآلات الكازاخستانية التقليدية. كما تم تصميم أزياءهم (الشابان) خصيصًا في كازاخستان بدعم من وزارة الثقافة والرياضة.[117][118] بدأ ديماش الأداء من خلال مقدمة عزف على إثرها على ألة الدومبرا اللحن التقليدي "Aday" (الكازاخستانية: Адай күйі) ثم غنى أغنية «دايديدو» على عزف زملائه في الفصل. قوبل أدائه للأغنية بإيجابية وأثار الاهتمام بالموسيقى والثقافة الكازاخستانية في الصين كما مكنه من احتلال المركز الثالث. في وقت لاحق صرح كوداي بيرجن خلال مقابلة له أن هذا أعطاه الفرصة «للتأكد مرة أخرى من أن الموسيقى لا تعرف حدودًا».[119] بعد بث الحلقة، تم بث فيلم وثائقي على قناة هونان الصينية، صرح فيه سونغ كي، الرئيس التنفيذي لشركة علي بابا (الخاصة بمنصة الموسيقى) عن كوداي بيرجن: «"يبدو أن" ديماش " يشبه اسم لاعب كرة القدم. فهوا لا يعرف من أين أتى. بالتأكيد، إنه مغني رائع. صوته هو الأكثر إثارة للإعجاب والدهشة، والذي يمكن أن يتجاوز الجنس واللغة والحدود. هذا هو جوهر الموسيقى الأساسي. هذا الحصان الاسود لم يكن متوقعًا للغاية!"»[120]
- في الحلقة العاشرة، غنى ديماش أغنيته الخاصة «يوم لا ينسى».[108] مع ترجمت بعض كلماتها إلى الماندرينية الصينية، ليحل في المركز الثالث. احتلت عروضه في البرنامج مكانة بارزة في قائمة Fresh Asia music، متصدرة هذه الأغنية قائمة الترتيب. في 27 مارس، فاز ديماش بجائزة «أفضل مغني آسيوي» خلال حفل «جوائز الموسيقى الصينية العشر الأوائل» في شنغهاي. حيث أدى أغنية «استغاثة من أرضي في محنة».[115][121] في 5 أبريل، أصدر أول أغنية صينية منفردة له بعنوان «الذاكرة الأبدية» (الصينية: 拿不走 的 记忆)، والتي تعد الأغنية التصويرية الرئيسية للفيلم الصيني معركة الذكريات.[122] احتلت الأغنية المرتبة الأولى على مخطط آي تيونز كيو كيو يوم إصدارها.

في الحلقة 12 من نصف نهائي البرنامج، أدى ديماش باللغة الإيطالية أغنية «كونفيسا» للمغني أدريانو تشيلنتانو متبوعا بلحن «ديفا دانس» عن فيلم العنصر الخامس فاحتل بها المركز الثاني ضامنا ورقة تأهله إلى النهائي كأصغر متأهل في تاريخ البرنامج. في 9 أبريل، فاز بجائزة «المغني الدولي الأكثر شعبية» خلال حفل توزيع «أفضل جوائز الموسيقى الصينية» في شنجن الصينية، والتي تعتبر المعادل الآسيوي لجوائز الغرامي الأمريكية. حيث قام بأداء أغنيته «يوم لا ينسى» مرفوقا بعزف البيانو للموسيقية والممثلة أويانغ نانا. في 12 أبريل، أصدر الأغنية التصويرية «هيا هيا باور رينجرز»، الخاصة بفيلم باور رينجرز الصيني.
في نهاية البرنامج عام 2017، أدى ديماش ديو «تحية إلى ملك البوب مايكل جاكسون» مع المغنية الصينية شانغ ون جيه. أكمل بعدها البرنامج في النهائيات حيث حصد المركز الثاني في الترتيب العام للنصف النهائي والنهائي ليصبح وصيفا للبرنامج. بعد يومين من المباراة النهائية، انضم إلى زملائه الفنانين من كازاخستان للمشاركة في «حفل طريق الحرير المشرق» الذي نظمته سفارة كازاخستان ووزارة الثقافة الصينية في بكين. في الحلقة 14 والأخيرة من البرنامج «حلقة الحفل»، قدم ديماش أغنيته الكازاخستانية الجديدة، "Give Me Love" (الكازاخستانية: Маxаббат Бер Маған)
في مقابلة صحفية، أعرب ديماش عن رغبته في مواصلة المشاركة في برنامج المغني حتى بعد إنهاءه لنسخته منه. أثناء البرنامج وبعده ظهر ديماش في العديد من البرامج التلفزيونية في الصين، بما في ذلك برنامج سوبر ستار / Fan Fan Boyfriend de My Boyfriend (وهو برنامج ألعاب أدى فيه دور الحبيب)، بعدها ظهر في برنامج «تعال غني معي» (حيث يتم اختيار المعجبين للغناء مع بطلهم).
بعد الانتهاء من برنامج المغني 2017، تم استقباله بحفاوة عند عودته إلى كازاخستان وذلك بحفل تهنئة في قاعة الحفلات الموسيقية المركزية «كازاخستان» في أستانا.

## الانطلاقة والجولات العالمية

### حفل باستو والجولات الدولية
بعد برنامج المغني، ظهر ديماش وأدى في العديد من البرامج التلفزيونية والفعاليات العامة في الصين وكازاخستان وفرنسا. كما وصلت أغنيته التصويرية «الذكريات الخالدة»(الصينية:拿不走 的 记忆)، الخاصة بالفيلم الصيني معركة الذكريات يوم إصدارها إلى المرتبة الأولى على مخطط آي تيونز كيو كيو.
في 3 مارس 2017، حصل ديماش على الجائزة الأولى لمؤسسة رئيس كازاخستان والتي تلقاها والده خلال الحفل نيابة عنه بسبب التزاماته. في 21 مارس، تمت دعوته إلى البرنامج الفرنسي الشهير Les Années Bonheur على قناة فرنسا 2 التلفزيونية، حيث أدى نسخته الشهيرة للأغنية الفرنسية «استغاثة من أرضي في محنة» وتم بث الحلقة في 6 مايو. في الشهر نفسه، لبى دعوة لتقديم وصلتين في «مناسبة غلوبال غيفت» في مدينة باريس ومدينة كان الفرنسية من قبل الرئيسة الفخرية للمؤسسة الممثلة الأمريكية إيفا لانغوريا. كما غنى عند افتتاح الجناح الكازاخستاني في مهرجان كان السينمائي.
في 24 مايو، أقيم حفل احتفالي بعيد ميلاده ال23 مع المعجبين في مركز بكين للمعارض. وفي اليوم الموالي، حصل كوداي بيرجن على لقب «أفضل مطرب للسنة» من قبل مجلة أوكي!. في يونيو استمر في الظهور في العديد من المناسبات العامة بما في ذلك في حفل منتصف العام لشركة أوبو في جيجيانغ، وفي «مهرجان الفيلم الصيني في أستانا».
في 27 يونيو 2017 وبالتزامن مع معرض اكسبو 2017، أقام ديماش أول حفل منفرد له على نطاق واسع في مدينة أستانا في كازاخستان حمل اسم «باستاو» (أي البداية). وخلال الحفل أدى ديماش معظم مدة الحفل المباشر البالغة ساعتين ونصف عددا من الأغاني ومن بين المغنين الضيوف : المغني الصيني تيري لين، المغنية الروسية كريستينا أورباكيتي (التي شاركت ديماش في أغنية "Opyat Metel")، المغنية السويدية لورين، المغنية الإنجليزية صوفي إليس-بكستور، والمطربة الكازاخستانية ميرا محمد كيزي (التي أدت معه أغنية "My Swan")، والمغني الكازاخستاني مارات آيتيموف، بالإضافة إلى أبويه المطربة سفيتلانا أيتباييفا والمطرب كانات ايتباييف اللذان شاركاه الغناء في الأغنية الختامية ("Astana Waltz"). جنبا إلى جنب مع أغانيه الشهيرة خلال برنامج المغني 2017، بالإضافة إلى أغانيه الجديدة التي عرضها لأول مرة وهي "My Star" (الكازاخستانية: Жұлдызым)، «بدونك» (الكازاخستانية: Кім екен)، «كلماتي الأخيرة لك» (الكازاخستانية: Сөз соңы)، وأغنية «ليلى» (الكازاخستانية: ейла). كان الحفل ناجحا للغاية، حيث تم بيع تذاكر لحوالي 30,000 شخص.
في 11 يوليو، أصدر ديماش أغنية جديدة بعنوان "Ocean over Time" (الصينية: 时光 · 沧海) باعتبارها الأغنية الرئيسية للعبة Moonlight Blade. وأعلن أن طائرة ركاب تحمل صورة ديماش كوداي بيرجن ستعلن عن اللعبة في أول رحلة لها بين شنغهاي وبكين في 22 أغسطس. في 17 يوليو، أحيا ديماش الحفل الختامي لمهرجان سلافيانسكي الدولي في روسيا البيضاء حيث أدى أغنية «أداجيو» التي شهدت انطلاقته المهنية الرسمية في عام 2015. في 19 و20 يوليو، حصد ديماش جائزتي «إم تي في» في دولة الصين عن فئة «المغني الأكثر شعبية في الخارج» في غوانزو وشنجن، حيث قدم أداءً جيدًا أيضًا. في 22 يوليو 2017، دعي ديماش للسجادة الحمراء في مهرجان أوراسيا السينمائي الدولي في مدينة أستانا في كازاخستان، حيث أدى أغنية «كل شيء بنفسي» والأغنية الشعبية "Dudarai" (الكازاخستانية: Дударай)، مما أثار إعجاب الممثلين الأمريكيين نيكولاس كيج وأدريان برودي.
استمر ديماش في العروض حاصدا العديد من الجوائز منها: «المغني المفضل عن فئة الذكور» في مهرجان غولدن ميلودي الصيني في هونغ كونغ، «صوت أستانا» في مهرجان الموسيقى الدولي السنوي في أستانا في كازاخستان، و«أفضل نجم وراء البحار عن فئة الذكور» في مهرجان أغنية آسيا الجديدة في بكين. وأعلن ديماش خلال خطاب استقباله في بكين أنه اعتزامه إقامة حفلات فردية في الصين بعد أن أكد معجبوه في البلاد بأن الموسيقى ليس لها حدود.
في 16 سبتمبر، أحيا ديماش حفلا في مهرجان غاكو بالهواء الطلق في مدينة ألماتي، أمام حشد بلغ 150,000 شخص. حيث سجل أعلى درجة نغمة صافرة G♯7 مماثلة لعلوا المغنية ماريا كاري كما وصل إلى أعلى درجة نغمة صفير موسيقية عالية ري8 (D8) خلال أداءه لأغنيته «يوم لا ينسى». بعد أسبوع واحد غنى ديماش دويتو مع المغنية كوكو لي في حفلتها في هانغتشو في الصين. في 2 أكتوبر، شارك للمرة الثالثة على التوالي في فعاليات الدورة الثالثة لحفل الكرة الخيرية الكبرى في أورال بعد عامي 2015 و2016. في 17 أكتوبر، أحيا ديماش في باريس حفلا موسيقيا لليونسكو، جنبا إلى جنب مع فنانين مشهورين من كازاخستان. قبل بضعة أيام في فرنسا، قام مواطنه الكازخستاني المتزلج المحترف دينيس تن، ببدأ برنامجه الحر للموسم الأولمبي بنسخة ديماش من أغنية «استغاثة من أرضي في محنة» في كأس نيس 2017. بعدها قدم ديماش بأداء أغنية "Memory" لموقع تيمول في شنغهاي، الصين.
في عام 2017، حصل ديماش أيضًا على العديد من الجوائز الموسيقية بما في ذلك «أفضل مغني آسيوي» في جوائز الموسيقى الصينية 24 (التي تعتبر مكافئة للصين لجوائز لجائزة الغرامي الأمركية)، ثم جائزة «المغني الأجنبي الأكثر شعبية في الصين» خلال حفل تينسنت إم تي في آسيا للموسيقى.

### الاستمرار في الصين واختراق روسيا
في عام 2018، واصل ديماش عروضه وحفلاته العديدة في الصين. شمل بعضها أداءه للأغنيتين الصينيتين "Flight of the Bumblebee" و"Auld Lang Syne"، برفقة عازفي البيانو الشهيرين «وو موي» و«ماكسيم مرفيكا» في مهرجان الربيع في فبراير. وفي نفس الشهر، أدى ديماش ديو أغنية «ياسمين» مع المطرب الصيني الحائز على جائزة غرامي وو تونغ خلال حفل رأس السنة الصينية الجديدة. في أبريل، وخلال حضوره كضيف في برنامج المغني 2018 أدى أغنية «هالو (ليونيل ريتشي)» للفنان ليونيل ريتشي، ثم أغنية "Daididau"، خلال حفل حزام واحد طريق واحد.
في وقت لاحق من عام 2018، لبى ديماش دعوة الحضور والغناء في برنامج «اختر النجم الكبير»، حيث أدى أغنية «أنت وأنا» في دويتو مع العازف وانغ لي في مهرجان منتصف الخريف الصيني، كما عرض أول أغنية منفردة له باللغة الإنجليزية بعنوان "Screaming" في برنامج «أيدول هيتس». في ديسمبر، قام ديماش بأداء أغنيته الخاصة «يوم لا ينسى» في نهائي مسابقة ملكة جمال العالم 2018، وأغنية "My Heart Will Go On" للمغنية الكندية سيلين ديون في «مهرجان هاينان السينمائي الدولي».
شارك ديماش أيضًا في الفيديو القصير للبرنامج الترفيهي «فانتاسيتي»، حيث لعب الدور الرئيسي مؤديا أغنيتي "If I Never Breathe Again" و"When You Believe".
في عام 2018، أقام ديماش ثلاث حفلات موسيقية منفردة. اثنان منهما في "D-Dynasty World Live Tour" في الصين في 5 يناير في فوتشو و 15 مايو في شنجن. وكجزء من «يوم الثقافة الكازاخستاني» أقام حفلا موسيقيا في "Indigo @ O2" في 19 نوفمبر في لندن بالمملكة المتحدة. حيث جرت دعوته بعد ذلك في لندن إلى عدة مقابلات صحفية. أبرزها (إذاعة بي بي سي وورلد سيرفيس قناة بي بي سي كازاخستان، مجلة ذي إندبندنت، مجلة كانديد، مجلة 1883، وكالة الصحافة الروسية إيتار تاس وWorld History Archive).
في مايو، دعي ديماش للغناء في فرنسا في مهرجان كان السينمائي خلال دورته 71، حيث أدى أغنية «كل شيء بنفسي». في يونيو 2018، ظهر في مهرجان سلافيانسكي الدولي المقام في مدينة فيتيبسك في روسيا البيضاء كحكم وضيف. حيث أدى أغنية «استغاثة من أرضي في محنة». في سبتمبر من نفس السنة، شارك كضيف في المسابقة الدولية لمغنيي البوب الشباب New Wave في سوتشي الروسية، حيث قام بأداء أغنية "Sinful Passion" ثم أغنية «أداجيو» في الحفل الختامي.
في نوفمبر 2018 بدأ ديماش تعاونه مع الملحن الروسي الشهير إيغور كروتوي، الذي قدم معه مرفوقا بعزفه على البيانو ولأول مرة أغنيته المنفردة الجديدة بعنوان «حب البجعات المتعبة» في 10 نوفمبر للملحن إيغور كروتوي وكلمات الشاعر الروسي ميكايل غتسريف خلال الاحتفال بيوم العمال الروسي بوزارة الشؤون الداخلية الروسية في الكرملين في موسكو. كما استمر في إحياء عروضه في روسيا.
في 1 ديسمبر، حصد كوداي بيرجن في موسكو جائزة أغنية السنة ("Pesnya Goda") عن أغنيته «حب البجعات المتعبة» كواحدة من أفضل الأغاني لعام 2018.
بالموازاة مع ذلك حصد ديماش مرة أخرى العديد من الجوائز في الصين لعام 2018 وهي جائزة "أحدث موسيقى قوية للسنة" خلال حفل جوائز "موقع ويبو الصيني السنوي"، جائزة "أفضل فنان للعام" خلال حفل "جائزة المخطط الذهبي الصيني العالمي"، تكريمه "بوسام سفير الصداقة للصين وكازاخستان" ثم جائزة "الصداقة المتميزة" في حفل الحزام والطريق الدولي للربيع. في وقت لاحق من السنة، حصل ديماش كذلك على جائزة "أفضل مطرب شعبي للسنة" خلال حفل "أفضل جوائز الموسيقى العالمية الصينية"، ثم جائزة "أكثر مطرب تأثيراً للسنة" في حفل توزيع جوائز طريق الحرير المتماسك في ديسمبر، كما تم تكريمه أيضًا باسم "سفير شباب طريق الحرير". بالإضافة إلى لقب "الشخصية الأقل من 30 عامًا الأكثر تأثيراً" من قبل مجلة فوربس كازاخستان. "
في 13 يونيو 2019، أصدر ألبومه الرسمي الأول في الصين تحت عنوان "iD". والذي حصد على شهادة البلاتين في غضون 37 ثانية من إصداره، ثم ثلاثية البلاتين خلال الساعة الأولى.

### الولايات المتحدة والانسحاب
في 18 يناير 2019، انضم ديماش كعضو ضمن لجنة تحكيم مسابقة سوبر فوكل تي في للمطربين الكلاسيكيين في الصين. في نفس السنة التحق ديماش كمنافس في مسابقة دي بيست وورلد على قناة سي بي إس لأقوى المواهب العالمية، حيث تم تقديمه إلى الجمهور الأمريكي كـ «رجل ال6 أوكتافات» و«الرجل الذي يملك أكبر مجموعة صوتية في العالم». خلال المسابقة قدم ديماش ثلاث أغنيات وهي «استغاثة من أرضي في محنة» (في جولة الاختبار) و «كل شيء بنفسي» (في جولة المعركة) ثم أغنية أداجيو (في جولة الأبطال). وعلى الرغم من إدراجه في المركز الأول، فقد انسحب ديماش من المنافسة بعد أدائه لهذه الأغنية الأخيرة خلال الدور نصف النهائي، مشيرًا إلى أنه وبحسب تقاليده الكازاخستانية المقدسة للأطفال يرغب في ترك الفرصة للطفلتين المتسابقتين (عازفة البيانو الهندية ليديان نادهاسوارام (13 سنة) ومواطنته المغنية الكازاخستانية دانيليا توليشوفا (12 عامًا)).
في 26 أكتوبر 2019، قدم كوداي بيرجن أول ظهور له في مدينة نيويورك في مركز باركليز كمطرب ضيف في حفل الملحن الروسي إيغور كروتوي. حيث قام بأداء أغنية «الحب يشبه الحلم»، «أوغني بييترا»، «حب البجعات المتعبة» و «مادموزيل هايد». كما مثل بلاده في 19 نوفمبر، في «مهرجان أبو تي في سونغ» في طوكيو في اليابان،

## الأسلوب والخامة الصوتية

### التأثير الفني
يعتبر ديماش نفسه متأثرا موسيقيا بكل من مايكل جاكسون، إيرميك سيركيبايف، باتيركان شوكنوف، سيلين ديون، لارا فابيان، لوتشانو بافاروتي وأندريا بوتشيلي.

### النمط الموسيقي
يمزج ديماش بين مقامات الموسيقى الكلاسيكية الأوبرالية والموسيقى العصرية الغربية وفلكلور القوقاز بأسلوب فريد من نوعه، بالإضافة إلى الغناء وبالعديد من اللغات الأجنبية، يمتلك ديماش موهبة التلحين والتأليف والعزف على العديد من الالات الموسيقية منها القيثارة والبيانو والدرامز وسيلوفون وآلة الدومبرا التقليدية الكازاخستانية مما يجعل منه موهبة نادرة بحسب الخبراء، حيث صرح رئيس لجنة تحكيم مسابقة مهرجان سلافيانسكي الدولي الملحن والمغني الأذربيجاني بولاد بلبل أغلو، أن ديماش يمتلك ثلاثة أصوات في صوت واحد وهي النغمات المنخفضة والمتوسطة والألتينو، وهو يستخدمهم جميعًا بشكل احترافي مما يجعل صوته نادرا.

### الخامة الصوتية

نطاق صوت سوبرانو (C4 – C6) المشار إليه على لوحة مفاتيح البيانو باللون الأخضر مع وضع علامة على وسط C (C4)

نطاقه صوتي يدمج (C3 – C5) المشار إليه على لوحة مفاتيح البيانو باللون الأخضر مع وضع علامة على وسط C (C4). لاحظ أن الأرقام الثمانية الموجودة أسفل المفتاح الموسيقي الثلاثي تشير إلى أن درجات الصوت تدل على أوكتاف أقل من المكتوب. هذا هو المفتاح الموسيقي القياسي لأجزاء التينور

يتوفر ديماش على صوت قوي، لين ومرن إذ يمكنه حجابه الحاجز من تغطية مساحة واسعة من الطبقات الصوتية الأكثر قوة وصعوبة في مجال الموسيقى وهي الصوت الرجالي باريتون العميق والباريتون المنخفض مرورا بأعلى الأصوات الرجولية الأكثر حدة في المجال الوسطي التينور (الفالسيتو) ثم الصوت ذو طبقة الأوكتافات الأعلى بين أصوات النساء الكونترالتو وسوبرانو النادرين للغاية في أصوات الرجال في العالم بالإضافة إلى نغمة الصافرة المماثلة للمغنية ماريا كاري، مما يمكنه من التحول بين هذه المساحات الصوتية بسهولة مع التدرج في أوزان المقامات الموسيقية.
بحسب خبراء الموسيقى بلغ قياس صوته (من A1 إلى D8 مع أعلى درجة تصفير بلغت G#7) أي 6 أوكتافات و 5 درجات موسيقية نصفية (أي نصف نغمة واحدة أقل من 6 1/2 أوكتافات) قابلة للتوسع مع الممارسة والسن وهو ما يمثل لحد الساعة 6 ونصف أضعاف الأصوات الطبيعية. ويستطيع ديماش الوصول إلى درجات موسيقية عالية ومتوسطة ومنخفضة بكل سهولة وهي:
- درجة لا 1 (A1) الأكثر انخفاضا في سلم موسيقى خلال أداءه لأغنية Kinalama (تسمى درجة لا 1 بكونترا أوكتاف في سلم دو الكبير)
- درجة (F2) الصعبة للغاية على أي صوت تينور.
- درجة (B5) المحتكرة على بعض أصوات سوبرانو النادرة.
- درجة (E5) الأكثر غمقا وقوة لمطرب أوبرا.
- درجة (♭E) خلال أداءه أغنية أوبرا 2 للمغني الروسي فيتاس والتي تمكن من رفع إيقاعها صعودا بدرجة أعلى من المغني الرئيسي.
- درجة G♯7 نغمة الصافرة المماثلة علوا للمغنية ماريا كاري
- درجة ري8 (D8) ولمدة 5 ثواني خلال أداءه لأغنية "Umitilmas Kun" في حفل "Gakku"[200]

يستطيع ديماش الغناء بثلاث أوكتافات تتراوح بين (F2) و (E5) بدون أي عناء يذكر ثم الانتقال إلى أكثر درجة موسيقية انخفاضا (E2) في الباريتون الرجالي المنخفض والعلو إلى أعلى درجة سوبرانو حدة (C6) بتكميش الحبال الصوتية مع مجموعة مقامات أوسع تتأرجح بين (C2) و (F6)، استطاع ديماش بفضل تدريبه الدائم وخامة صوته الغنية والقوية وتحكمه بقصبته الهوائية من الوصول إلى أعلى درجة نغمة صفير موسيقية عالية ري8 (D8) والتي كانت أقل من نصف نغمة واحدة فقط من الرقم القياسي العالمي الذي سجله المغني الأسترالي آدم لوبيز على موسوعة غينيس للأرقام القياسية قبل أن يتصدرها في 1 مايو 2019 الأمريكي جوشوا لوكارد ب10،599 هرتز.

## الأعمال الخيرية
- في عام 2015، أحيا ديماش حفلاً خيريًا بعنوان «من القلب إلى القلب» في أتيراو في كازاخستان، بغية توفير العلاج الطبي اللازم لفتاة تبلغ من العمر 5 سنوات. انضم إليه فيما بعد مغني البوب الكازاخستاني دوسيمشان تاناراتوف.[203] بعدها قدم عروضا خيرية في مناسبة الكرة الخيرية الكبرى 2015، في مدن شيمكنت[204] وكيزيلوردا[205][206][207] وأورالسك في كازاخستان.[208] من أجل التبرع بالأموال للأطفال الذين يعانون من ضعف السمع والنطق.[209]
- في عام 2016، قدم عرضا خيريا أخر تحت شعار «الأجداد والجدات 100» في مشروع "Zaman Are We" في أستانا في كازاخستان.[210] حيث دُعي كبار السن في دور التقاعد الإقليمية كضيوف شرفاء واستخدمت أموال الحدث للمساعدات الاجتماعية والاقتصادية والطبية لكبار المسنين.[211] بعدها قدم ديماش عرضا خيرية اخر في مناسبة الكرة الخيرية الكبرى 2016 في أورال في كازاخستان. حيث تمت دعوة الطلاب المراهقين في المدرسة الداخلية المحلية للطلاب ضعاف البصر كضيوف شرف.[212] رافقه العديد منهمفي أداء أغنية على خشبة المسرح،[213] كما رقص كوداي بيرجن مع الضيوف المدعوين خلال جزء الفالس المخصص خلال الحفل.[214] وتم التبرع بالأموال للأطفال ذوي الإعاقات البصرية، إلى هذه المدرسة الداخلية وإلى دار الأيتام الإقليمية.[215][216]
- في عام 2017، وخلال «جوائز أفضل موسيقى صينية لعام 2017» وكجزء من حملة «إعادة تدوير الحب»، تبرع ديماش بزيه الأول خلال مشاركته في مسابقة المغني لعام 2017 في تلفزيون هونان. والذي تم بيعه من خلال منصة جيه دي.كوم، حيث هب ريعه إلى مؤسسة رعاية الأطفال المصابين بتسمم الرصاص.[217] في نفس العام، أحيا ديماش عروضا خيرية أخرى في حفل غلوبال غيفت 2017 في باريس[218] وكان.[219] حيث تمت دعوته من قبل إيفا لونغوريا، ممثلة هوليود والرئيسة الفخرية لمؤسسة «غلوبال غيفت». تقدم المؤسسة مساعدة اجتماعية واقتصادية للأطفال والأسر والنساء في حالات الحاجة.[220] يعتبر ديماش مؤيدا لمشروع مليون غابة التي تنظمها «مؤسسة الصين الخضراء». وخلال «حفل مفاجأة ليلة عيد ميلاد»، بمناسبة عيد ميلاد ديماش الـ 23 في بكين، أعلنت المتحدثة باسم «مؤسسة الصين الخضراء» رسمياً أن 1142 شجرة قد تم زرعها على شرفه.[221] كما لبى دعوة البث المباشر من أجل المشاركة في حملة تحدي الاتصال المباشر الخيرية، التي أطلقها Hongdou Live وWeibo Public Welfare تم التبرع بدخل الحملة لمؤسسة تطوير السمع في الصين والتي تهدف إلى توفير السمع وإعادة التأهيل اللغوي لضعاف السمع.[222] في نفس السنة، قدم ديماش عرضا خيريا اخر بمناسبة الكرة الخيرية الكبرى 2017 في أورال في كازاخستان تحت شعار «الحب للجميع» وذهبت عائداته إلى المرضى المصابين بأمراض خطيرة في كازاخستان.[223] كما أحيا عرضًا خيريًا خلال «الحفل الوطني الصيني للرياح الخيرية» في بكين تحت شعار «لنصلي من اجل السنة»،[224] والذي تم تنظيمه من قبل صندوق الطفل الصيني ومؤسسة شباب الصين. حيث ذهب ريعه لتقديم دروس الموسيقى في المدارس الابتدائية الصينية الريفية.[225] تلاه عرض خيري آخر خلال الحدث الخيري «لمسة جمال» الذي نظمته فيلا إنترناشونال، والذي اشترك في تنظيمه الصندوق الصيني للأطفال والمراهقين و «جسر الثقافة» (بدعم من الجمعية الصينية لحماية التراث الثقافي غير المادي).[226]
- أصبح ديماش فيما بعد سفيرا للنوايا الحسنة لـ «مشروع الاستماع» من قبل صندوق تنمية السمع التابع لصندوق الصين الاستئماني الذي يوفر أجهزة السمع والتعليم للأطفال الذين يعانون من ضعف السمع.[227] كما أحيا عرضا خيريا في حفل افتتاح مؤسسة كازاخستان «سنو ليوبارد» التي تهدف إلى إنقاذ السكان المعرضين للخطر والحفاظ على بيئتهم الطبيعية عن طريق إنشاء مناطق محمية.[228]
- في 19 نوفمبر 2018، أحيا ديماش حفلًا منفردًا في لندن بالمملكة المتحدة، خلال أيام الثقافة الكازاخستانية في بريطانيا العظمى. وذهب ريع الحفل إلى تشجيع المواهب الشابة في كازاخستان ومشاركة الشباب في المسابقات الدولية المرموقة.[229] وبالتزامن مع يوم اعتماد الحيوانات الأليفة في شنغهاي 2019، أصبح من مؤيدا لمبادرة «الحب هو المنزل» التي تهدف إلى تحسين الوعي وزيادة تبني الحيوانات الضالة.[230]
- في عيد ميلاده الخامس والعشرين زار ديماش دار رعاية المسنين والمعاقين جسديًا في مسقط رأسه أكتوبي. كما هو معتاد بالنسبة له في عيد ميلاده منذ أيام دراسته، أحضر لهم الهدايا وقضى معهم بعض الوقت حيث أدى بعض أغانيه.[231] في 29 يونيو 2019، وقبل أيام قليلة من جولته «أرنو» في أستانا في كازاخستان، حدثت انفجارات[232] بالقرب من مدينة أريس والتي تسببت في وقوع إصابات وجرحى. فقرر ديماش التبرع بأموال من حفلته للضحايا.[233] كما زار دار رعاية الأطفال المحلية خلال إحياءه لحفل WorldSkills 2019 في مدينة قازان الروسية، تلبية لرغبة فتاة معجبة كانت قد خططت لزيارة حفله لكنها لم تستطع لبدء دورتها الخامسة من العلاج الكيميائي.[234][235]

## أعماله

### الألبومات
| ألبومات | ألبومات | ألبومات |
| سنة     | عنوان   | الأغاني |
| ------- | ------- | --- |
| 2019    | iD      | القائمة\| 1. War and Peace ((بالصينية: 戰爭與和平), Zhànzhēng Yǔ Hépíng) 2. The Crown ((بالصينية: 荊棘王冠), Jīngjí Wángguàn) 3. Just Let It Be ((بالصينية: 就这样吧), Jiù zhèyàng ba) 4. Moonlight Mama ((بالصينية: 月亮媽媽), Yuèliàng Māmā) 5. Give me Love ((بالقازاقية: Махаббат бер маған), Makhabbat Ber Magan) 6. Screaming 7. Lay Down 8. Give Me Your Love 9. Sagyndym Seni ((بالقازاقية: Сагындым сени), I Miss You) 10. If I Never Breathe Again 11. Screaming (Remix) 12. bonus track on physical album: Only You ((بالصينية: 有你), Yǒu nǐ) 13. bonus track on physical album: Restart My Love ((بالصينية: 重啟愛情), Chóngqǐ àiqíng) 14. bonus track on physical album: Ocean Over Time ((بالصينية: 时光·沧海), Shíguāng·cānghǎi) 15. bonus track on physical album: Couldn't Leave }} |

| أسطوانة مطولة | أسطوانة مطولة     | أسطوانة مطولة   | أسطوانة مطولة |
| سنة           | عنوان             | اللغة           | الأغاني |
| ------------- | ----------------- | --------------- | --- |
| 2016          | ديماش كوداي بيرجن | اللغة القازاقية | 1. "Yerkeleteyin" ((بالقازاقية: Еркелетейін); Cherishing You) 2. "Körkemim" ((بالقازاقية: Көркемім); My Belle) 3. "Daididau" ((بالقازاقية: Дайдидау) 4. "Tugan Zher" ((بالقازاقية: Туған жер); My Homeland) |

### الأغاني المنفردة
| الأغاني | الأغاني                                   | الأغاني                            | الأغاني                    | الأغاني |
| سنة     | العنوان الإنجليزي                         | العنوان الأصلي                     | رومنة                      | معلومات |
| ------- | ----------------------------------------- | ---------------------------------- | -------------------------- | --- |
| 2019    | Only You "فقط أنت"                        | (بالصينية: 有你)                   | Yǒu nǐ                     | أغنية للمسلسل التلفزيوني "الشريك المثالي" ألحان لي سانغ هون. كلمات من اس تين.                                                                                        |
| 2019    | Passione "شغف"                            |                                    |                            | قدمت في 28 أغسطس 2019 في مسابقة موجة جديدة في مدينة سوتشي الروسية. ألحان إيغور كروتوي وكلمات ليلى فينوجرادوفا.                                                       |
| 2019    | Couldn't Leave "لا يمكن أن يغادر"         |                                    |                            | الموسيقى التصويرية للمسلسل التلفزيوني الصيني هيا هيا يا حبار! ‏ ألحان وكلمات 陈雪 燃 (تشن شيوي هوا).                                                                  |
| 2019    | Golden "ذهب"                              |                                    |                            | قدمت خلال حفل "Arnau" الموسيقي المباشر في 29 يونيو 2019 في مدينة نور سلطان (أستانا سابقا) بالقرب من قاعة الحفلات المركزية والقصر الرئاسي في كازاخستان.               |
| 2019    | Ogni Pietra (تعرف كذلك باسم "Olympico")   |                                    |                            | أول أغنية إيطالية; قدم في حفل افتتاح الألعاب الأوروبية 2019. ألحان إيغور كروتوي وكلمات ليلى فينوجرادوفا.                                                             |
| 2019    | Lay Down "ارقد"                           |                                    |                            | |
| 2019    | Mademoiselle Hyde "مادموازيل هايد"        |                                    |                            | ألحان إيغور كروتوي وكلمات لارا فابيان. |
| 2019    | Know                                      | (الروسية: Знай)                    | Znay                       | تم تقديمها خلال بث مباشر لحفل D-Dynasty الغنائي في 22 مارس 2019 في موسكو، روسيا. ألحان إيغور كروتوي كلمات ميخائيل غوتسيريف.                                          |
| 2019    | Give me your Love "أعطيني حبك"            |                                    |                            | تم تقديمها خلال بث مباشر لحفل D-Dynasty الغنائي في 22 مارس 2019 في موسكو، روسيا. ألحان ديماش كوداي بيرجن                                                             |
| 2019    | My Swan "بجعتي"                           | (بالقازاقية: Аққуым)               | Akkuym                     | إصدار منفرد جديد |
| 2018    | Love of Tired Swans "حب البجعات المتعبة"  | (الروسية: Любовь уставших лебедей) | Lyubov' ustavshikh lebedey | أول أغنية منفردة باللغة الروسية. ألحان إيغور كروتوي. كلمات ميخائيل غوتسيريف.                                                                                         |
| 2018    | Meaning of Eternity "معنى الخلود"         | (بالصينية: 永恒的意义)             | Yǒnghéng de yìyì           | جزء من الجولة الترويجية للميني ألبوم 玫瑰物语 (Méiguī wùyǔ, Tale of the Rose) for the musical 我的小伙伴 (Wǒ de xiǎo huǒbàn, Three Buddies)                          |
| 2018    | Never Land "لا أرض"                       | (بالصينية: 熱鬧星球)               | Rènào xīngqiú              | نسخة استوديو "Lively Planet" |
| 2018    | Screaming "صراخ"                          |                                    |                            | أول أغنية منفردة باللغة الإنجليزية |
| 2018    | Restart My Love "انعاش حبي"               | (بالصينية: 重啟愛情)               | Chóngqǐ àiqíng             | الموسيقى التصويرية للمسلسل التلفزيوني الصيني ماي ايدول |
| 2018    | (I Miss You (Sagyndym Seni "أشتاق إليك"   | (بالقازاقية: Сагындым сени)        | Sagındım seni              | |
| 2017    | Moonlight Mama "ماما ضوء القمر"           | (بالصينية: 月亮媽媽)               | Yuèliàng māmā              | تم تقديمها خلال بث مباشر لحفل D-Dynasty الغنائي في 17 ديسمبر 2017 في تشانغشا، الصين.                                                                                 |
| 2017    | Lively Planet "كوكب حيوي"                 | (بالصينية: 熱鬧星球)               | Rènào xīngqiú              | تم تقديمها خلال بث مباشر لحفل D-Dynasty الغنائي في 16 ديسمبر 2017 في تشانغشا، الصين.                                                                                 |
| 2017    | War And Peace "الحرب والسلام"             | (بالصينية: 戰爭與和平)             | Zhànzhēng yǔ hépíng        | تم تقديمها خلال بث مباشر لحفل D-Dynasty الغنائي في 16 ديسمبر 2017 في تشانغشا، الصين. ألحان ديماش كوداي بيرجن                                                         |
| 2017    | Give Me Love "أعطيني الحب"                | (بالصينية: 困在愛裡面)             | Kùn zài ài lǐmiàn          | النسخة الصينية "Makhabbat Ber Magan" |
| 2017    | The Crown "التاج"                         | (بالصينية: 荊棘王冠)               | Jīngjí wángguàn            | النسخة الصينية ل"Kim Eken"; أغنية لعبة Super GOD MOBA الخاصة بشركة شاومي.                                                                                            |
| 2017    | Ocean Over The Time "المحيط على مر الزمن" | (بالصينية: 时光·沧海)              | Shíguāng·cānghǎi           | أغنية لعبة Moonlight Blade Online ألحان توماس باريش. |
| 2017    | Go Go Power Rangers "هيا هيا باور رانجر"  |                                    |                            | الموسيقى التصويرية لفيلم باور رينجرز |
| 2017    | Eternal Memories "ذكريات أبدية"           | (بالصينية: 拿不走的记忆)           | Ná bù zǒu de jìyì          | الموسيقى التصويرية للفيلم الصيني معركة الذكريات) |
| 2017    | "ليلى"                                    | (بالقازاقية: Лейла)                | Leyla                      | قدمت في حفل "باستاو" المباشر في 27 يوليو 2017 في مدينة نور سلطان (أستانا سابقا) بالقرب من قاعة الحفلات المركزية والقصر الرئاسي في كازاخستان.                         |
| 2017    | Last Word "الكلمة الأخيرة"                | (بالقازاقية: Сөз соңы)             | Söz soñı                   | قدمت في حفل "باستاو" المباشر في 27 يوليو 2017 في مدينة نور سلطان (أستانا سابقا) بالقرب من قاعة الحفلات المركزية والقصر الرئاسي في كازاخستان. ألحان ديماش كوداي بيرجن |
| 2017    | Without You "بدونك"                       | (بالقازاقية: Кім екен)             | Kim eken                   | قدمت في حفل "باستاو" المباشر في 27 يوليو 2017 في مدينة نور سلطان (أستانا سابقا) بالقرب من قاعة الحفلات المركزية والقصر الرئاسي في كازاخستان.                         |
| 2017    | Sweet Memories "ذكريات سعيدة"             | (بالقازاقية: Тәтті елес)           | Tätti eles                 | قدمت في حفل "باستاو" المباشر في 27 يوليو 2017 في مدينة نور سلطان (أستانا سابقا) بالقرب من قاعة الحفلات المركزية والقصر الرئاسي في كازاخستان. ألحان ديماش كوداي بيرجن |
| 2017    | My Star "نجمتي"                           | (بالقازاقية: Жұлдызым)             | Juldızım                   | قدمت في حفل "باستاو" المباشر في 27 يوليو 2017 في مدينة نور سلطان (أستانا سابقا) بالقرب من قاعة الحفلات المركزية والقصر الرئاسي في كازاخستان.                         |
| 2017    | (Hello (Salem                             | (بالقازاقية: Сәлем)                | Sälem                      | قدمت خلال الترويج لحفل "باستاو" المباشر. ألحان ديماش كوداي بيرجن |
| 2017    | Give Me Love "أعطيني الحب"                | (بالقازاقية: Махаббат бер маған)   | Maxabbat ber mağan         | تم تقديمها في برنامج "المغني" في 22 أبريل 2017 في مدينة تشانغشا، الصين                                                                                               |
| 2016    | Good Wishes "أطيب الأمنيات"               | (بالقازاقية: Ақ тілек)             | Aq tilek                   | |
| 2015    | My Swan "بجعتي"                           | (بالقازاقية: Аққуым)               | Akkuym                     | مع مايرا محمد كيزي |
| 2015    | Unforgettable Day "يوم لا ينسى"           | (بالقازاقية: Ұмытылмас күн)        | Umıtılmas kün              | ألحان ديماش كوداي بيرجن |

### أغاني من تأليفه
| أغاني من كتابة وألحان ديماش كوداي بيرجن | أغاني من كتابة وألحان ديماش كوداي بيرجن | أغاني من كتابة وألحان ديماش كوداي بيرجن         | أغاني من كتابة وألحان ديماش كوداي بيرجن | أغاني من كتابة وألحان ديماش كوداي بيرجن | أغاني من كتابة وألحان ديماش كوداي بيرجن |
| سنة                                     | العنوان الإنجليزي                       | العنوان الأصلي                                  | ألحان                                   | كلمات                                   | رابط الفيديو                            |
| --------------------------------------- | --------------------------------------- | ----------------------------------------------- | --------------------------------------- | --------------------------------------- | --------------------------------------- |
| 2019                                    | Papa - Mama ماما - بابا                 | (بالقازاقية: Әкешім-анашым) (Akeshim - Anashym) | ديماش كودي برجين                        | أسكار دوزنبي وديماش كوداي بيرجن         | بث مباشر                                |
| 2019                                    | Stand Up                                |                                                 | ديماش كوداي بيرجن                       | جوردان أراكيليان                        | بث مباشر                                |
| 2019                                    | Give Me Your Love "أعطيني حبك"          |                                                 | ديماش كوداي بيرجن                       | جوردان أراكيليان                        | بث مباشر                                |
| 2018                                    | Regret                                  | (بالقازاقية: Өкініш) (Ökiniş)                   | ديماش كوداي بيرجن                       | زومارت أوراز                            |                                         |
| 2017                                    | War And Peace "حرب وسلام"               | (بالصينية: 戰爭與和平) (Zhànzhēng yǔ hépíng)    | ديماش كوداي بيرجن                       | ياو تشيان وديماش كوداي بيرجن            | بث مباشر                                |
| 2017                                    | Last Word "أخر كلمة"                    | (بالقازاقية: Сөз соңы) (Söz soñı)               | ديماش كوداي بيرجن                       | أوراز كنباييف                           | بث مباشر                                |
| 2017                                    | Sweet Memories "ذكريات سعيدة"           | (بالقازاقية: Тәтті елес) (Tätti eles)           | ديماش كوداي بيرجن                       | سيات أبينوف                             |                                         |
| 2017                                    | سلام (Hello)                            | (بالقازاقية: Сәлем) (Sälem)                     | ديماش كوداي بيرجن                       | كانات ايتباييف                          | بث مباشر                                |
| 2015                                    | Unforgettable Day "يوم لا ينسى"         | (بالقازاقية: Ұмытылмас күн) (Umıtılmas kün)     | ديماش كوداي بيرجن                       | أورال بايسنجر                           |                                         |
| 2012                                    | My Beauty جميلتي                        | (بالقازاقية: Көркемім) (Körkemim)               | ديماش كودي برجين                        | كانات ايتباييف                          | فيديو موسيقي رسمي                       |

### جولات فنية
- 2019
- جولة أرنو تور الفنية في ساحة مركز باركليز في نيويورك[247] وسانت بطرسبرغ.
- 2020
- جولة أرنو تور الفنية في في كراسنودار وكازان وإيكاترينبرغ.

## جوائز وتكريمات

### شهادات موسيقى
- ×3 أسطوانة بلاتينية عن ألبوم "iD"

### جوائز المسابقات
| مسابقات          | مسابقات                                                        | مسابقات                                   | مسابقات                      |
| التاريخ          | اسم المنافسة                                                   | المكان                                    | النتيجة                      |
| ---------------- | -------------------------------------------------------------- | ----------------------------------------- | ---------------------------- |
| فبراير-مارس 2019 | منافسة سي بي إس لعرض المواهب دي ورلد بست                       | الولايات المتحدة، هوليوود، كاليفورنيا     | انسحب في الدور النصف النهائي |
| يناير–أبريل 2017 | هونان تي في المغني 2017                                        | الصين، تشانغشا                            | المرتبة الثانية (الوصيف)     |
| 2015-06-13       | المهرجان الدولي للفنون "سلافيانسكي بازار"                      | بيلاروس، فيتيبسك                          | الجائزة الكبرى               |
| 2013-07-19       | أول مهرجان دولي للفنانين الشباب "ميكين آسيا"                   | قرغيزستان                                 | الجائزة الكبرى               |
| 2012-09-09       | مسابقة التلفزيون الدولية لفناني الأداء الشباب "البازار الشرقي" | أوكرانيا، يالطا                           | الجائزة الأولى               |
| 2012-05-20       | مسابقة الجمهور للفنانين الشباب دون 30 عامًا "Zhas Kanat"        | كازاخستان، مدينة نور سلطان (أستانا سابقا) | الجائزة الكبرى               |
| 2010             | المهرجان الدولي "Sonorous Voices of Baikonur"                  | كازاخستان، بايكونور                       | المرتبة الأولى               |
| 2000             | مسابقة الجمهورية Aynalayin                                     | كازاخستان، أكتوبي                         | المركز الأول (الفئة البيانو) |

### جوائز دولية
| الجوائز    | الجوائز                                                | الجوائز                                   | الجوائز |
| التاريخ    | الحدث                                                  | المكان                                    | الجائزة |
| ---------- | ------------------------------------------------------ | ----------------------------------------- | --- |
| 2014-12-30 | جائزة الدولة للشباب Daryn منحكومة جمهورية كازاخستان    | كازاخستان، مدينة نور سلطان (أستانا سابقا) | فئة "المسرح" |
| 2015-12-28 | شخصية السنة                                            | كازاخستان، مدينة نور سلطان (أستانا سابقا) | "مغني السنة" |
| 2016-01-22 | الجائزة الوطنية "المغني الشعبي المفضل"                 | كازاخستان، مدينة نور سلطان (أستانا سابقا) | "أفضل مغني بوب" |
| 2016-02-02 | مجلس الشعب الكازاخستاني                                | كازاخستان، مدينة نور سلطان (أستانا سابقا) | شهادة فخرية |
| 2016-12-30 | جائزة الدولة الكبرى                                    | كازاخستان، مدينة نور سلطان (أستانا سابقا) | "القيادة في مجال الثقافة 2016" |
| 2017-03-03 | جائزة مؤسسة الرئيس الأول في كازاخستان                  | كازاخستان، مدينة نور سلطان (أستانا سابقا) | الفائز |
| 2017-03-27 | جوائز الموسيقى الصينية العشرة الأوائل الدورة 24        | الصين، شنغهاي                             | "أفضل مغني آسيوي" |
| 2017-04-09 | جوائز الموسيقى الصينية العشرة الأوائل الدورة 17        | الصين، شنغهاي                             | "المغني الدولي الأكثر شعبية" |
| 2017-04-26 | جلسة ال25 لمجلس الشعب الكازاخستاني                     | كازاخستان، مدينة نور سلطان (أستانا سابقا) | التكريم من قبل رئيس كازاخستان |
| 2017-05-26 | حفل موسيقى مجلة أوكي! ماغازين                          | الصين، بكين                               | "المغني الأكثر شعبية للسنة" |
| 2017-07-19 | حفل موسيقى تينسنت إم تي في أسيا                        | الصين، غوانزو                             | "جائزة المغني الأكثر شعبية في الخارج" |
| 2017-07-20 | جوائز موسيقى إم تي في العالمية للغة المندرينية         | الصين، شنجن                               | "جائزة المغني الأكثر شعبية في الخارج" |
| 2017-08-09 | مهرجان اللحن الذهبي الصيني                             | هونغ كونغ                                 | "المغني المفضل عن فئة الذكور" |
| 2017-08-27 | جوائز موسيقى آسيا الصاعدة                              | الصين، بكين                               | "أفضل نجم عن فئة الذكور في الخارج" |
| 2017-08-27 | مهرجان الموسيقى الدولي السنوي صوت أستانا               | كازاخستان، مدينة نور سلطان (أستانا سابقا) | "أستانا داوسي "(صوت أستانا) |
| 2017-11-14 | جوائز هوليوود للموسيقى في وسائل الإعلام                | قالب:الولايات المتحدة، هوليوود            | جائزة هوليوود للموسيقى في وسائل الإعلام عن "أفضل أغنية أصلية" في فئة "لعبة فيديو" "المحيط عبر الزمن" (Ocean Over Time)، الأغنية الرئيسية للعبة أونلاين مونلايت بليد (الملحن توماس باريش والمطرب ديماش كوداي بيرجن) |
| 2017-11-29 | حفل ليلة الموضة Times Awakenعن مجلة لوفيسيال           | الصين، بكين                               | "قائد الابتكار" |
| 2017-12-02 | حفل السنوي iQIYI Screaming Night                       | الصين، بكين                               | "المغني الأكثر شعبية في صنف الرجال" |
| 2017-12-21 | الحفل الخيري السنوي Beauty Touching                    | الصين، بكين                               | "أفضل مطرب دولي" |
| 2017-12-27 | جوائز "جولدن مانجو ستارز"                              | الصين، بكين                               | "المغني الأكثر شعبية في صنف الذكور" |
| 2018-01-18 | جوائز "موقع ويبو الصيني السنوية"                       | الصين، بكين                               | "أحدث قوة موسيقى للسنة" |
| 2018-01-27 | جوائز Global Chinese Golden Chart                      | الصين، بكين                               | "أفضل فنان للسنة" |
| 2018-02-01 | مهرجان الربيع الدولي للعلامة التجارية Belt and Road    | الصين، بكين                               | "سفير الصداقة" للصين وكازاخستان وجائزة "الصداقة المتميزة" |
| 2018-02-10 | جوائز Top Global Chinese Music                         | الصين، بكين                               | "المغني الأكثر شعبية للسنة" |
| 2018-09-29 | فوربس 30 للأقل 30 سنة عام 2019 عن مجلة فوربس كازاخستان | كازاخستان                                 | المرتبة بين "30 الأقل من 30 سنة" للشخصية الأكثر تأثيرا (المقال 185019) |
| 2018-12-01 | Pesnya Goda (أي جوائز أغنية العام)                     | روسيا، موسكو                              | جوائز للمؤلف ايغور كروتوي والمطرب ديماش كوداي بيرجن عن أغنية "حب البجعات المتعبة" ("Love of Tired Swans") باعتبارها واحدة من أفضل الأغاني لعام 2018                                                                |
| 2018-12-16 | جوائز "طريق الحرير"                                    | الصين، شنغهاي                             | "سفير شباب طريق الحرير" وجائزة "أفضل مطرب مؤثر للسنة" |
| 2019-09-29 | فوربس 30 للأقل 30 سنة عام 2019 عن مجلة فوربس كازاخستان | كازاخستان                                 | المرتبة بين "30 الأقل من 30 سنة" للشخصية الأكثر تأثيرا |
| 2019-12-05 | جوائز الموسيقى الوطنية الروسية "فيكتوريا"              | روسيا، موسكو                              | "اكتشاف العام" |
| 2019-12-05 | جوائز الموسيقى الوطنية الروسية "فيكتوريا"              | روسيا، موسكو                              | "مغني السنة في صنف الموسيقى الكلاسيكية" |
| 2019-12-07 | Pesnya Goda                                            | روسيا، موسكو                              | "مغني السنة" |
| 2019-12-11 | الدورة الأربعون للبرلمان الإقليمي لمنطقة أكتوبي        | كازاخستان، أكتوبي                         | "شهادة المواطن الفخري في منطقة أكتوبي" |
| 2019-12-12 | وسام رئيس جمهورية كازاخستان                            | كازاخستان، مدينة نور سلطان                | "المواطن المفخرة لكازاخستان" (ميدالية وشهادة فخرية لإسهاماته الكبيرة في التنمية الاجتماعية والاقتصادية والثقافية للبلد)                                                                                            |